# 老街溪
老街溪位於中華民國桃園市，因經流中壢老街（聚落名）而得名。全長36.7公里，起源於龍潭區，流經龍潭、平鎮、中壢、大園四區，流域面積大約八十二平方公里。
老街溪主流發源於龍潭區三林里三角林西側埤塘，向南北經流龍潭大池，復出經市區之西折為北北東，過烏林里、黃唐里之間，進入平鎮區，穿過山子頂台地，經南勢，在伯公潭附近與西源相會。此溪上游在龍潭區段亦名為「烏林溪」。
支流大坑崁溪出自龍潭區店子湖台地北麓之岡背，經凌雲里、八德里進入平鎮區，繞山子頂台地之西，形成頗為寬大坑谷，土名大坑崁；地屬平鎮區，故此溪現名平鎮溪。與東源會合後直北穿過鐵路，經中壢市區之西，這段又名「中壢溪」。
老街溪出中壢市區，向北過中山高速公路，經興南到洽溪；進入大園區，經橫峰穿大園市區，折向北到北港里與田心溪會合後入臺灣海峽。
附近有桃園捷運機場線老街溪站，已於2023年7月31日通車，車站位於中壢地區。

## 水系主要河川
以下由下游至源頭列出水系主要河川，其中粗體字為主流河道。主、支流均是縱貫(南北)走向，老街溪主流在大園區台61線快速道路橋附近的許厝港，注入台灣海峽。
- 老街溪：桃園市大園區、中壢區、平鎮區、龍潭區。
  - 田心子溪：桃園市大園區、中壢區。上游在中壢區的河段稱為洽溪。
  - 雙溪口溪：桃園市大園區、中壢區。上游在中壢區的河段稱為月桃溪。
  - 大坑崁溪：桃園市平鎮區、龍潭區，又名平鎮溪。沿岸有平鎮區郊區之高污染工廠，例如染整廠排放大量染整業工業廢水，導致平鎮區南平路二段之平鎮橋附近一帶之溪水，經常呈現類似於紅葡萄酒顏色之深紫黑色的髒臭水流，惡臭撲鼻，溪水顏色甚為恐怖。
  - 燈潭河：桃園市平鎮區、龍潭區--老街溪在龍潭區之主流源流，在龍潭區的河段又名泉水坑，當地地名則是泉水空。

自發源地的龍潭區高原里源頭向北在滿月橋一帶注入人工埤塘--龍潭湖(龍潭觀光大池)，在神龍路一帶流出後的河段稱為泉水坑或燈潭河；流過龍潭區烏樹林後進入平鎮區，始稱老街溪。
此燈潭河河段位於龍潭台地，溪水污染程度尚屬輕微，工業廢水污染量不太多，主要的大宗污染源是家庭(生活)污水；但最近幾年以來亦有明顯惡化(劣化)的趨勢。
除主流之最上游燈潭河河段之溪水污染程度尚屬輕微外，目前老街溪之主、支流之大部份河段，特別是中、下游河段皆已被大量之家庭(生活)污水 與 工業廢水加以長期嚴重污染。溪水皆呈現深黑色或七彩顏色，河面飄浮著垃圾，溪水並夾帶大量之化學泡沫順流兒下。溪水經常惡臭不堪，溪流生態早已被破壞殆盡。目前老街溪之主、支流之中、下游河段之水質持續惡化中，呈現至少是中度至嚴重污染的水質，水質分類經常是丙等(第三類)水體或丁等(第四類)水體。

## 整治
從民國100年三月起啟動老街溪開蓋工程，同年七月底完工，再改造開蓋後所釋出的水岸空間，展現老街溪的沿岸風光，規劃林澗生活園區、礫間處理展示廊道、河川教育中心、自行車步道及改建三座跨河景觀橋樑。

## 外部連結
- 經濟部水利署
- 老街溪沿革史